# Baden-Württemberg International
Baden-Württemberg International, Gesellschaft für internationale wirtschaftliche und wissenschaftliche Zusammenarbeit mbH (Abk. BW_i), mit Sitz in Stuttgart ist die Wirtschafts- und Wissenschaftsfördergesellschaft des Landes Baden-Württemberg. Die Gesellschaft ist zuständig für die Unterstützung baden-württembergischer Unternehmen bei der Erschließung ausländischer Märkte und die optimale Positionierung des südwestdeutschen Wirtschafts- und Wissenschaftsstandortes weltweit.

## Geschichte
BW_i wurde als „Exportstiftung Baden-Württemberg“ vom damaligen Ministerpräsidenten Baden-Württembergs Lothar Späth (CDU) 1984 ins Leben gerufen, um mittelständische Unternehmen bei der Erschließung ausländischer Märkte zu unterstützen. Im Jahr 1987 erfolgte die Umfirmierung in Stiftung Außenwirtschaft Baden-Württemberg. Die Überführung der Unternehmenstätigkeit in die Rechtsform einer GmbH erfolgte 1990, und es entstand die Gesellschaft für internationale wirtschaftliche Zusammenarbeit Baden-Württemberg mbH. Zu diesem Zeitpunkt kamen die Geschäftsbereiche internationale Projekte, Gewerbeförderung und berufliche Bildung dazu. Seit 2004 firmierte das Unternehmen unter Baden-Württemberg International – Gesellschaft für internationale wirtschaftliche und wissenschaftliche Zusammenarbeit mbH. 2013 erfolgte der Ausbau der fachthematischen Ausrichtung auf die für die Entwicklung von Baden-Württemberg besonders relevanten Technologiefelder Energie und Umwelt, Nachhaltige Mobilität und Maschinenbau, Lebenswissenschaften und Gesundheitswirtschaft.

## Aufgabenfelder
Als Kompetenzzentrum des Landes Baden-Württemberg zur Internationalisierung von Wirtschaft- und Wissenschaft unterstützt die Gesellschaft in- und ausländische Unternehmen und Cluster, Forschungseinrichtungen und Hochschulen sowie Regionen und Kommunen bei der Internationalisierung. Zudem hilft und unterstützt die Landesgesellschaft baden-württembergischen Unternehmen bei der Erschließung ausländischer Märkte.

## Gesellschafter
- Land Baden-Württemberg[10]
- Landeskreditbank Baden-Württemberg – Förderbank –
- Landesverband der Baden-Württembergischen Industrie e.V.
- Baden-Württembergischer Industrie- und Handelskammertag e.V.
- Baden-Württembergischer Handwerkstag

## Gremien

### Aufsichtsrat
- Petra Olschowski, Ministerium für Wissenschaft, Forschung und Kunst Baden-Württemberg, Vorsitzende[11]
- Nicole Hoffmeister-Kraut, Ministerium für Wirtschaft, Arbeit und Tourismus Baden-Württemberg, Stellv. Vorsitzende[12]

### Beiräte
- Ulrich Dietz, GFT Technologies, Verwaltung, Vorsitz
- Katharina Holzinger, Universität Konstanz, Wirtschaft, Vorsitz[13]

## Auslandsgesellschaft
- Baden-Württemberg Economic and Scientific Cooperation (Nanjing) Co., Ltd., Volksrepublik China[14][15]